# Brett Clark
Brett Barry Clark, född 23 december 1976, är en kanadensisk före detta professionell ishockeyspelare som spelade i National Hockey League (NHL) för lagen Montreal Canadiens, Atlanta Thrashers, Colorado Avalanche, Tampa Bay Lightning och Minnesota Wild.

## Statistik

### Klubbkarriär
| 1994–95    | Melville Millionaires | SJHL       | 62  | 19 | 32  | 51  | 0   | —  | — | — | — | —  |
| 1995–96    | University of Maine   | HE         | 39  | 7  | 31  | 38  | 22  | —  | — | — | — | —  |
| 1996–97    | Canadian NT           | Intl       | 57  | 6  | 21  | 27  | 52  | —  | — | — | — | —  |
| 1997–98    | Fredericton Canadiens | AHL        | 20  | 0  | 6   | 6   | 6   | 4  | 0 | 1 | 1 | 17 |
| 1997–98    | Montreal Canadiens    | NHL        | 41  | 1  | 0   | 1   | 20  | —  | — | — | — | —  |
| 1998–99    | Montreal Canadiens    | NHL        | 61  | 2  | 2   | 4   | 16  | —  | — | — | — | —  |
| 1998–99    | Fredericton Canadiens | AHL        | 3   | 1  | 0   | 1   | 0   | —  | — | — | — | —  |
| 1999–00    | Orlando Solar Bears   | IHL        | 63  | 9  | 17  | 26  | 31  | 6  | 0 | 1 | 1 | 0  |
| 1999–00    | Atlanta Thrashers     | NHL        | 14  | 0  | 1   | 1   | 4   | —  | — | — | — | —  |
| 2000–01    | Orlando Solar Bears   | IHL        | 43  | 2  | 9   | 11  | 32  | 15 | 1 | 6 | 7 | 2  |
| 2000–01    | Atlanta Thrashers     | NHL        | 28  | 1  | 2   | 3   | 14  | —  | — | — | — | —  |
| 2001–02    | Atlanta Thrashers     | NHL        | 2   | 0  | 0   | 0   | 0   | —  | — | — | — | —  |
| 2001–02    | Chicago Wolves        | AHL        | 42  | 3  | 17  | 20  | 18  | —  | — | — | — | —  |
| 2001–02    | Hershey Bears         | AHL        | 32  | 7  | 9   | 16  | 12  | 8  | 0 | 2 | 2 | 6  |
| 2002–03    | Hershey Bears         | AHL        | 80  | 8  | 27  | 35  | 26  | 5  | 0 | 4 | 4 | 4  |
| 2003–04    | Hershey Bears         | AHL        | 64  | 11 | 21  | 32  | 37  | —  | — | — | — | —  |
| 2003–04    | Colorado Avalanche    | NHL        | 12  | 1  | 1   | 2   | 6   | —  | — | — | — | —  |
| 2004–05    | Hershey Bears         | AHL        | 67  | 7  | 38  | 45  | 54  | —  | — | — | — | —  |
| 2005–06    | Colorado Avalanche    | NHL        | 80  | 9  | 27  | 36  | 56  | 9  | 2 | 2 | 4 | 2  |
| 2006–07    | Colorado Avalanche    | NHL        | 82  | 10 | 29  | 39  | 50  | —  | — | — | — | —  |
| 2007–08    | Colorado Avalanche    | NHL        | 57  | 5  | 16  | 21  | 33  | —  | — | — | — | —  |
| 2008–09    | Colorado Avalanche    | NHL        | 76  | 2  | 10  | 12  | 32  | —  | — | — | — | —  |
| 2009–10    | Colorado Avalanche    | NHL        | 64  | 3  | 17  | 20  | 28  | 1  | 0 | 0 | 0 | 0  |
| 2010–11    | Tampa Bay Lightning   | NHL        | 82  | 9  | 22  | 31  | 14  | 18 | 1 | 2 | 3 | 8  |
| 2011–12    | Tampa Bay Lightning   | NHL        | 82  | 2  | 13  | 15  | 20  | —  | — | — | — | —  |
| 2012–13    | Oklahoma City Barons  | AHL        | 18  | 1  | 16  | 17  | 10  | —  | — | — | — | —  |
| 2012–13    | Minnesota Wild        | NHL        | 8   | 0  | 1   | 1   | 0   | —  | — | — | — | —  |
| 2013–14    | Lake Erie Monsters    | AHL        | 53  | 6  | 8   | 14  | 24  | —  | — | — | — | —  |
| NHL totalt | NHL totalt            | NHL totalt | 689 | 45 | 141 | 186 | 293 | 28 | 3 | 4 | 7 | 10 |